# Amagon
Amagon is een plaats (town) in de Amerikaanse staat Arkansas, en valt bestuurlijk gezien onder Jackson County.

## Demografie
Bij de volkstelling in 2000 werd het aantal inwoners vastgesteld op 95.
In 2006 is het aantal inwoners door het United States Census Bureau geschat op 89,.

## Geografie
Volgens het United States Census Bureau beslaat de plaats een oppervlakte van
0,3 km². Amagon ligt op ongeveer 70 m boven zeeniveau.